# HD 91356
HD 91356，又名CD-44 6582，SAO 222125、HR 4136，是一颗恒星，视星等为6.09，位于銀經278.63，銀緯11.12，其B1900.0坐标为赤經10h 27m 40.2s，赤緯-44° 11.12′ 19″。